# Novomîrhorod
Novomîrhorod (în ucraineană Новомиргород) este orașul raional de reședință al raionului Novomîrhorod din regiunea Kirovohrad, Ucraina. În afara localității principale, mai cuprinde și satele Bîrzulove și Likareve.

## Demografie
Componența lingvistică a orașului Novomîrhorod
     Ucraineană (96,54%)
     Rusă (3,03%)
     Alte limbi (0,23%)
Conform recensământului din 2001, majoritatea populației orașului Novomîrhorod era vorbitoare de ucraineană (96,54%), existând în minoritate și vorbitori de rusă (3,03%).